# 대부업자: 소울 앤 캐시
"대부업자: 소울 앤 캐시"는 2018년에 개봉한 대한민국의 영화이다.

## 캐스팅
- 동방우 : 천수관 역
- 박정학 : 위원장 역
- 이윤혁 : 가 의원 역
- 정인숙 : 나 의원 역
- 전진기 : 다 의원 역
- 김서현 : 라 의원 역
- 백광두 : 마 의원 역
- 장혁진 : 바 의원 역
- 박철민 : 사 의원 역
- 장희정 : 아 의원 역
- 김빈 : 김아름 역
- 김민석 : 서기관 역
- 박윤정 : 서기관 아내 역
- 이명자 : 노모 역
- 서민균 : 이 기자 역
- 김세열 : 카메라감독 역
- 박상운 : 카메라보조 역
- 신현승 : 택시기사 역
- 현수 : 장대남 역
- 이정진 : 소울앤캐시직원 역
- 조성연 : 소울앤캐시보조 역

## 같이 보기
- 2018년 대한민국의 영화 목록